# Gerry Beckley
Gerald Linford Beckley, detto Gerry (Fort Worth, 12 settembre 1952), è un cantante, chitarrista e tastierista statunitense, membro fondatore del gruppo America.

## Biografia
Beckley è nato in Texas da padre statunitense e da madre inglese. Iniziò a suonare il piano a tre anni e continuò a studiarlo anche quando la famiglia dovette trasferirsi dagli Stati Uniti alla Germania e all'Inghilterra. Suo padre era infatti ufficiale dell'aviazione militare e, come tale, soggetto a periodici trasferimenti. Dopo aver scoperto i Kingston Trio, il ragazzo volle applicarsi anche allo studio della chitarra e nel 1962 entrò a far parte di un gruppo strumentale della Virginia denominato The Vanguards.
Nel 1967 il padre di Gerry venne nominato comandante nella base americana di West Ruislip, nei pressi di Londra e il ragazzo cominciò a frequentare la Central High School dell'Hartfordshire. Qui strinse amicizia con Dewey Bunnell, anch'egli figlio di un dipendente della stessa base militare. Nella stessa scuola più tardi incontrò anche Dan Peek, che sarebbe diventato il terzo componente del gruppo degli America.
Gli America si formarono in seguito, ed iniziarono ad esibirsi nell'area londinese.
Il loro primo LP, America, fu pubblicato nel 1971.
Beckley e gli America lavorarono per il loro quarto album, Holiday, con George Martin, che era stato in precedenza produttore dei Beatles.